# Matsukawa (Kitaazumi)
Matsukawa (松川村?) è un villaggio giapponese della prefettura di Nagano.